# Araneus mitificus
Araneus mitificus (Simon, 1886) è un ragno appartenente alla famiglia Araneidae.

## Distribuzione
La specie è stata rinvenuta in diverse località della regione compresa fra l'India e le Filippine, e in Nuova Guinea.

## Tassonomia
Non sono stati esaminati esemplari di questa specie dal 2012
Attualmente, a dicembre 2013, non sono note sottospecie